# Pierre Maître
Pour les articles homonymes, voir Maître.
Pierre Maître, né le 9 novembre 1945 à Reims et mort le 6 juin 1977 à Reims des suites de ses blessures, est un ouvrier syndicaliste de la CGT qui fut grièvement blessé à la tête par un commando d'extrême droite affilié au SAC, à Reims le 5 juin 1977, devant son usine.

## Contexte
Les Verreries mécaniques champenoises (VMC), sont une très ancienne usine ouverte en 1911.
L'affaire se situe dans le climat de répression antisyndicale postérieure à mai 1968. Dans cette usine de 1 750 salariés, le climat est tendu entre la direction et le syndicat CGT. Maurice Papon figure au Conseil d'administration. Le directeur de production a été formé chez Citroën dont le comportement très hostile au syndicalisme est alors manifeste.
La gauche a gagné en mars 1977 les élections municipales de Reims : Claude Lamblin, communiste, a battu Jean Falala, RPR sortant.
À partir de décembre 1976, des conflits revendicatifs éclatent au sein de l'entreprise VMC. Ils touchent l'obtention d'un treizième mois, promis des années auparavant, l'amélioration des conditions de travail et une hausse des salaires de 5%.
En juin 1977, Pierre Maître tenait un piquet de grève installé devant l'usine.
Le matin du 4 juin 1977, un commando avait tenté de s'en prendre à la banderole placée sur les grilles de l'usine, sans succès. Dans la nuit du 4 au 5 juin, vers une heure du matin, un commando de cinq hommes revint et ouvrit le feu sur le piquet de grève. Dix-sept impacts de balles seront retrouvés.
Pierre Maître est grièvement blessé à la tête. Il meurt quelques heures plus tard. Deux autres syndicalistes, Serge Vermeulen et Raymond Richard, sont blessés.
L'enterrement de Pierre Maître a lieu le 10 juin, devant plus de 50 000 personnes, au cimetière de l'Ouest de Reims. Henri Krasucki, secrétaire général de la CGT, y assiste. La CGT, la CFDT, le FEN appellent ce jour-là à des arrêts de travail.

## Suites judiciaires
Les membres du commando sont rapidement arrêtés. Il s'agit de membres de l’équipe chargée de la surveillance du personnel de l’usine Citroën de Reims, activistes du syndicat  patronal Confédération française du travail (CFT). Deux d'entre eux sont membres du Service d'action civique et, selon le journal Le Monde, « assuraient le service d'ordre des campagnes électorales de M. Jean Falala, député R.P.R. de la Marne et même celles de M. Alain Peyrefitte, garde des sceaux ».
Le syndicat CFT, après l’indignation suscitée par l'assassinat, change de nom et devient la Confédération des syndicats libres. Par ailleurs, le maire communiste de Reims, Claude Lamblin, est accusé par l’Union patronale rémoise d’avoir entretenu un climat d’agressivité dans la région, ce qui entraîne une vive réplique de René Andrieu dans l’Humanité.
Le procès s'ouvre le mardi 18 novembre 1980, devant les assises de Paris présidées par M. André Dresse, le procès de celui qui a tiré, Claude Leconte, et de celui qui était à ses côtés, Henri-Bernard Mangematin. A l'issue du procès, Claude Leconte est condamné à vingt ans de réclusion criminelle et Henri Mangematin à sept ans.

## Mémoire

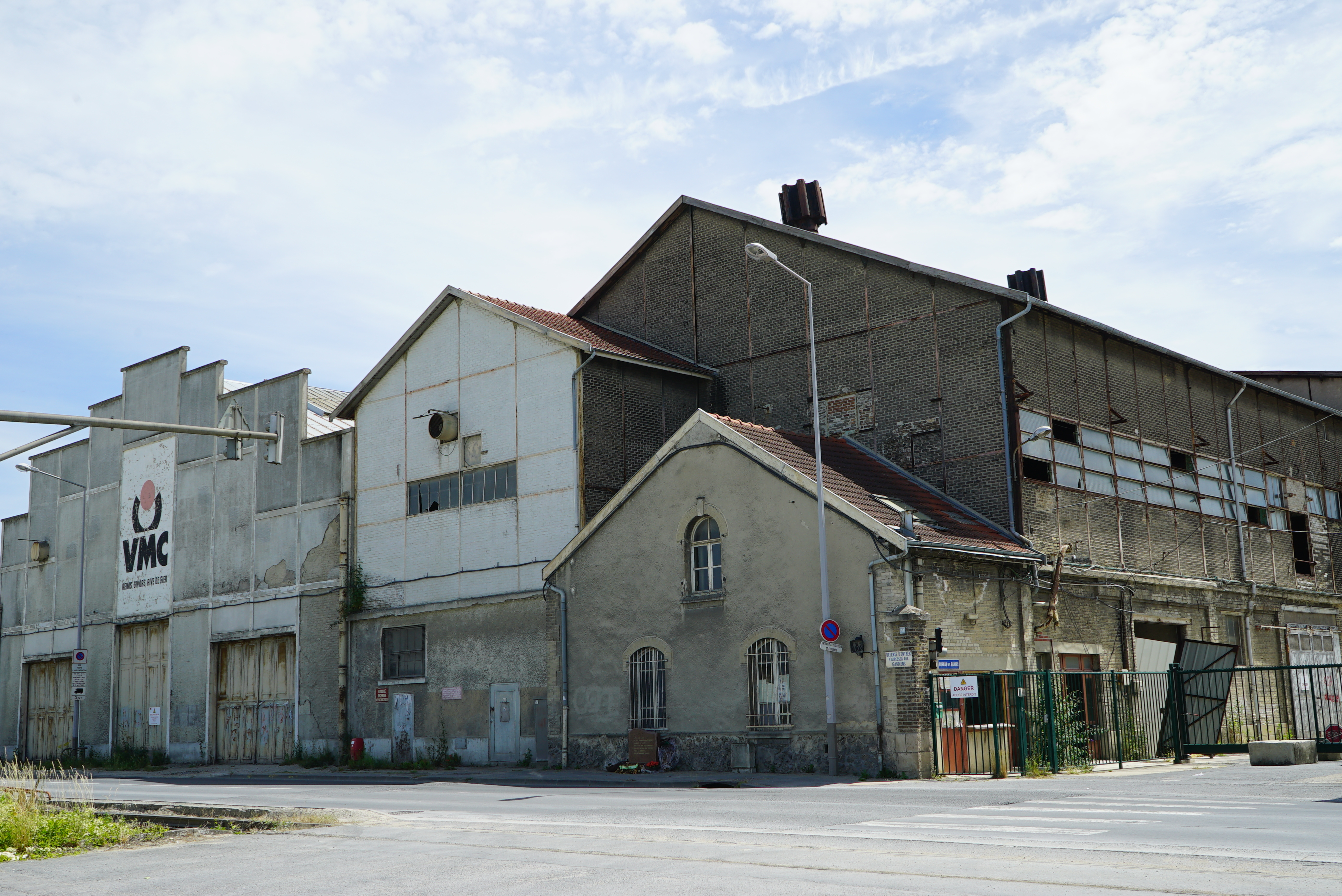
La stèle, sous la fenêtre à barreaux devant les V.M.C.

Une rue de Reims, allée qui longeait l'usine des VMC, porte le nom de Pierre Maître depuis 1978. Une stèle honorant sa mémoire a été érigée dans cette rue.
En 2017, deux ans avant la fermeture des VMC, quarante ans après l’assassinat, un grand rassemblement a eu lieu sur les lieux du drame.
En 2021, la stèle est profanée par une inscription faisant l'éloge des tueurs.